# Flame (musikgrupp)
Flame är ett finskt black/thrash metal-band som grundades år 1998.

## Medlemmar
Nuvarande medlemmar
- Infernus (Kaitsu Pekkarnen) – basgitarr
- Pimeä (aka Nocturnal Blackspirit / Blackspirit666, eg. Mikko Äimälä) – trummor
- Blackvenom (Simo Rouvinen) – sång, gitarr
- Noisehunter's Ghoul (Juha Vainikainen) – sologitarr

Tidigare medlemmar
- Crusher (aka Cult, eg.Tuomas Karhunen) – gitarr (1999–2003)

## Diskografi
Demo
- 1999 – Rehearsal Tape
- 2000 – 2000 Demo
- 2004 – Promo 2004

Studioalbum
- 2005 – Into the Age of Fire (Iron Pegasus Records)
- 2011 – March Into Firelands

EP
- 2015 – Studio Perkele Sessions

Annat
- 2001 – Explosion of Hell (delad 7" vinyl EP med Devil Lee Rot) (Iron Pegasus Records)
- 2005 – A Morbid Split (delad album med Ghastly) (Asphyxiate Rec & GoatowaRex)